# Compagnie Linga
 (avril 2013).
La Compagnie Linga est une compagnie suisse de danse contemporaine créée en 1992 en Suisse. 

## Histoire
La Compagnie Linga est fondée en 1992 par la danseuse Katarzyna Gdaniec et le chorégraphe Marco Cantalupo, anciens membres du Béjart Ballet Lausanne et s'installe alors au théâtre de l'Octogone à Pully. Ayant déjà créé plus de 40 spectacles à raison d'un ou deux par an, elle a collaboré en particulier avec les opéras de Lausanne, de Dresde, de Florence, ou d'Ankara, avec le Nationaltheater Mannheim ou encore avec le Ballet national du Portugal.
La compagnie est référencée dans la liste des traditions vivantes du canton de Vaud, sous la rubrique « Danse classique et contemporaine ». Elle est soutenue par la commune de Pully, le canton de Vaud et l'association Pro Helvetia.

## Prix
La Compagnie Linga a, en particulier, remporté les prix suivants :
- 2001 : Prix Jeunes Créateurs Danse de la Fondation Vaudoise pour la promotion et la création artistique
- 1995 : Concours de chorégraphie de Hanovre
- 1995 : Prix Leonide Massine de Positano